# Триталлийпентанеодим
Триталлийпентанеодим — бинарное неорганическое соединение, интерметаллид неодима и таллия с формулой Nd5Tl3, кристаллы.

## Получение
- Сплавление стехиометрических количеств чистых веществ:

{\displaystyle {\mathsf {5Nd+3Tl\ {\xrightarrow {1095^{o}C}}\ Nd_{5}Tl_{3}}}}

## Физические свойства
Триталлийпентанеодим образует кристаллы тетрагональной сингонии, пространственная группа I 4/mcm, параметры ячейки a = 1,2480 нм, c = 0,6184 нм, Z = 4, структура типа трисилицида пентавольфрама W5Si3.
Соединение образуется по перитектической реакции при температуре 1045 °C.